# Edward Belcher
Edward Belcher, KCB (Halifax, Nueva Escocia, 27 de febrero de 1799-Londres, 18 de marzo de 1877), fue un oficial naval y explorador británico. Fue el bisnieto del gobernador Jonathan Belcher (1682-1757). Su esposa, Diana Jolliffe, era la hijastra del capitán Peter Heywood (amotinado en el motín del Bounty). Fue conocido como un duro comandante que inspiraba odio a sus oficiales. De acuerdo con una breve nota de la Fundación Belcher, «Fue un hombre sabio, generoso y misericordioso que estaba profundamente dedicado al bienestar de los hombres bajo su dirección».

## Biografía
Edward Belcher nació en Halifax, Nueva Escocia y entró en la Marina Real Británica en 1812. A la edad de 15 o 16, como aspirante a oficial de marina en la Royal Navy, Belcher inventó dos mejoras para las anclas de los barcos (algunos modelos se encuentran en la colección del Museo de Ciencias, Londres). En 1825 acompañó, como topógrafo a la expedición al Pacífico y el estrecho de Bering de Frederick William Beechey. Posteriormente, comandó un barco de estudio de las costas del norte y oeste de África y en los mares británicos, y, en 1836, asumió la labor que dejó inacabada Beechey en la costa del Pacífico de Sudamérica. Esto fue a bordo de la bombarda HMS Sulphur, a la que se le ordenó regresar a Inglaterra en 1839 por la ruta transpacífica. Belcher hizo varias observaciones en una serie de islas que visitó, lo que le retrasó para ser enviado a tomar parte en la guerra en China en 1840-41, y llegó a casa en 1842. 
En 1841, el entonces comandante Belcher arribó a punta Posession en la orilla norte de la isla de Hong Kong e hizo el primer estudio británico del puerto de Hong Kong. Se le conmemoró en Hong Kong con la calle Belcher y la bahía de Belcher en Ciudad Kennedy. 
En 1843 fue nombrado caballero y asignado al HMS Samarang, para realizar estudios en las Indias Orientales, Filipinas, Port Hamilton y en otros lugares, hasta 1847. 

### La expedición al ártico

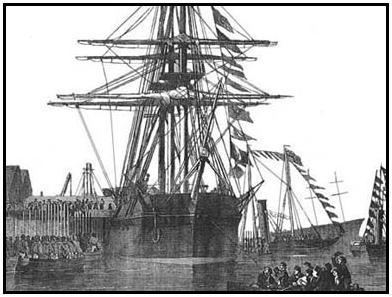
Grabado del HMS Resolute (aparecido en Illustrated London News, 27 de diciembre de 1856).

En 1852 se le dio el mando de la expedición de cinco barcos que debía partir al ártico en busca del desaparecido sir John Franklin, del que nada se sabía desde 1845. La búsqueda no tuvo éxito; la incapacidad de Belcher para hacerse popular entre sus subordinados fue especialmente desafortunada en un viaje al ártico, y él no estaba totalmente adaptado al mando de buques entre el hielo. 
Belcher dividió sus fuerzas enviando el HMS Resolute al mando de Henry Kellett, y su buque de apoyo, el HMS Intrepid, hacia el oeste a través del estrecho de Barrow hacia isla Melville. El único logro de esta expedición occidental fue el rescate en 1852 de Robert McClure y los hombres del HMS Investigator, atrapados en bahía Mercy; en los veranos de 1853 y 1854 las condiciones de hielo impidieron el avance y los barcos de Kellett ni siquiera fueron capaces de regresar a isla Beechey, la base de Belcher. El HMS Assistance, el barco de Belcher, y su apoyo, el HMS Pioneer , comandado por Sherard Osborn, fueron hacia el norte, atravesando en agosto de 1852 el canal de Wellington. Hicieron algunas observaciones, reconocimientos y descubrimientos pero, al igual que la división occidental, quedaron atrapados en el hielo en 1853 y no lograron liberarse tampoco el año siguiente. Belcher fue el responsable, ya que se negó a asesorarse con los navegantes cualificados en el ártico, como Sherard Osborn. 
Finalmente, en el verano de 1854, Belcher ordenó el abandono de todos los buques, haciendo caso omiso de la objeciones de Kellett. Cuatro de los cinco buques (los HMS Resolute, Pioneer, Assistance e Intrepid) quedaron desiertos y las tripulaciones regresaron a sus hogares en barcos de transporte que les esperaban en isla Beechey. A su regreso a Inglaterra, Belcher fue juzgado marcialmente por el abandono de los buques, pero fue absuelto cuando fue capaz de demostrar que sus órdenes las dio en plenas facultades. A pesar de la absolución, siguió siendo severamente criticado en Inglaterra. 
Las protestas contra Belcher se hicieron aun mayores después de que el HMS Resolute, el barco de Kellett, fuera liberado del hielo por James Buddington, un capitán ballenero estadounidense. Fue remolcado hasta bahía Baffin y de ahí a Nueva Londres, Connecticut. Fue comprado por el Congreso de los Estados Unidos, reparado y enviado en diciembre de 1856 como un presente del pueblo de los Estados Unidos a la Reina Victoria. 
Este fue el último servicio en activo de Belcher, pero llegó a ser nombrado caballero comendador de la Orden del Baño (KCB) en 1867 y almirante en 1872.

## Paso del Noroeste
La expedición de Belcher ayudó a lograr cumplir un objetivo que los navegantes habían intentado desde 1400, desde los viajes de John Cabot, en que muchos exploradores había soñado con encontrar el legendario Paso del Noroeste. Fue la expedición a cargo de Kellett, con el Resolute y el Intrepid, la que lo hizo posible, al rescatar al HMS Investigator y su tripulación, capitaneada por Robert McClure, como parte de otra expedición de búsqueda del Almirantazgo, comandada por Richard Collinson que intentaba buscar a Franklin desde el estrecho de Bering. El HMS Investigator estaba intentando buscar el paso desde la costa oeste y había logrado cruzar el peligroso y casi siempre helado estrecho de McClure, antes de tener que refugiarse en bahía Mercy, en la costa septentrional de isla Banks. Rescatados de una muerte segura por inanición por la expedición de Kellett que llegaba desde el este, se demostraba así la existencia del Pasaje del Noroeste. 

## Reconocimientos
Además de buscar a sir John Franklin y sus hombres, la expedición de Belcher hizo importantes descubrimientos relacionados con la geografía, la vida silvestre y la climatología del ártico canadiense. Numerosos localizaciones geográficas fueron exploradas y nombradas en esa expedición, entre ellas, bahía Barrow, Northumberland Sound, isla Exmouth, North Cornwall, isla Princess Royal, isla North Kent, cabo del Prince Edward, isla del Príncipe Albert, isla de Buckingham, archipiélago Victoria, y cabo Disraeli. 
El canal de Belcher (situado por debajo de isla Cornwall) fue nombrado así en su honor, al igual que las islas Belcher (un grupo de grandes islas en la parte meridional de la bahía de Hudson). Hay también una punta Belcher en isla Devon.

## Obras
Belcher publicó varios libros en vida: Treatise on Nautical Surveying («Tratado sobre Topografía Náutica», 1835), Narrative of a Voyage round the World performed in H.M.S. Sulphur, 1836-1842 («Narración de un viaje alrededor del mundo realizado en el HMS Azufre, 1836-1842», en 1843), Narrative of the Voyage of H.M.S. Samarang during 1843-1846 («Narración de un viaje del HMS Samarang, en 1843-1846», en 1848; la zoología del viaje fue tratada por separado con algunos de sus colegas, 1850), y The Last of the Arctic Voyages («El último de los viajes al Ártico», 1855); además de obras menores, entre ellas una novela, Horatio Howard Brenton (1856) y una historia de la Armada.